# Культура Ишимбайского района
Культура Ишимбайского района тесно связана с культурной жизнью города Ишимбая.
Культурная жизнь Ишимбайского района находится в ведении отдела культуры администрации Ишимбайского района РБ.

## Инфраструктура
В МР Ишимбайский район функционируют 45 клубных учреждений, централизованная библиотечная система, имеющая 9 городских и 30 сельских филиалов — библиотек, Детская школа искусств с 3-я филиалами (в селах Кинзебулатово, Петровское, Макарово). В Кузяново находится музейный комплекс его имени Ахметзаки Валиди.
В районе работает историко-краеведческий музей, картинная галерея, городской и сельские дворцы культуры.
Известны литературные объединения писателей и поэтов Ишимбайского района. Это литературное объединение «Вдохновение», объединение «Феникс» и др.
Выдающимся событием в культурной жизни района было издание в 2015 году Ишимбайской энциклопедии. Ишимбайская энциклопедия, подготовленная коллективом издательства Башкирская энциклопедия включает в себя более 1900 понятийных и биографических статей,  более 500 иллюстраций, которые рассказывают о природе, истории, экономике, образовании, культуре, здравоохранении Ишимбайского района Республики Башкортостан. В ней большое внимание уделено культуре района, интересны биографические статьи, включая биографию французского этнографа Поле Лаббе, изучавшего в конце XIX века жизнь башкир на территории современного Ишимбайского района РБ.

## Самодеятельное народное творчество
Хранителем национального самосознания стали коллективы художественной самодеятельности, созданные почти во всех учреждениях культуры района. 21 из них присвоено звания «народный» и «образцовый». Такими показателями творческой активности и исполнительского мастерства могут гордиться следующие коллективы:
1. Русский народный фольклорный ансамбль «Петровчане» Петровского сельского дома культуры
2. Башкирский народный фольклорный коллектив «Хазина» Ишеевского сельского дома культуры
3. Башкирский народный фольклорный коллектив «Юрматы» МАУ Ишимбайского дворца культуры.
4. Башкирский народный фольклорный ансамбль «Йәш йөрәктәр» Урманбишкадакского сельского дома культуры
5. Башкирский народный хор Кинзебулатовского сельского дома культуры
6. Народный вокальный ансамбль «Вдохновение» Петровского сельского дома культуры
7. Русский народный вокальный ансамбль «Рябинушка» МАУ Ишимбайского дворца культуры.
8. Народный вокальный ансамбль «Һандуғас» Кулгунинского сельского дома культуры
9.Русский народный хор «Радуга» МАУ Ишимбайского дворца культуры
10. Башкирский народный театр «Зубаржат» Кинзебулатовского сельского дома культуры
11.Башкирский народный театр имени С. Ф. Сайрановой МАУ Ишимбайского дворца культуры
12. Народный театр «Сауҡалыҡ» Кузяновского сельского дома культуры
13. Народный театр «Тамаша» Новоаптиковского сельского дома культуры
14.Народный театр «Дарман» Салиховского сельского дома культуры
15. Народный ансамбль танца «Тайрук» Кинзебулатовского сельского дома культуры
16. Детский образцовый танцевальный ансамбль «Шаяндар» Кинзебулатовского СДК.
17. Ансамбль народного танца «Берхамут» МАУ Ишимбайского дворца культуры.
18.Образцовый хореографический ансамбль «ЭОС» МАУ Ишимбайского дворца культуры
19.Образцовый ансамбль эстрадного танца «Street style» МАУ Ишимбайского дворца культуры
20. Образцовый хореографический ансамбль «Премьер» МАУ Ишимбайского дворца культуры
21. Детский образцовый оркестр народных инструментов «Селеук» Биксяновского СДК.